# 耳墜草
耳墜草（Sedum rubrotinctum）又名虹之玉，英文俗稱Pork and Beans。景天科景天屬植物，外表有翠綠色的長棍狀葉子。葉片能儲存水分，故可耐旱。原產地為墨西哥。

## 形態
虹之玉的葉子長度只有一至二厘米，外形甚似近親“乙女心”Sedum pachyphyllum，但乙女心的葉子比耳墜草大一倍左右。

## 種植
虹之玉是耐旱植物，喜歡排水良好的土壤。可用1:1的粗沙和培養土混合，或2:1:1的培養土，蛭石加粗沙混合，又或者直接用仙人掌專用土。使用排水能力不佳的土壤很容易會令根部腐爛。虹之玉喜充足光照，光照越強，葉尖的紅色越明顯，但太強的光線則會曬傷。若長時間放在光線不足的地方，它們會徒長，葉尖紅色減退，並且在莖部生長出氣根。一般來說，除卻炎夏中午避免陽光直射外，其餘時間都需充足光照。虹之玉喜歡日夜溫差大的環境，最適生長溫度為10-32℃；氣溫低過4℃，或高過33℃時會進入休眠，若氣溫低至接近0℃時，就會凍傷或凍死。所以夏季時要注意空氣流通，正午時可加上遮蔭物避開高溫，冬季低溫5℃以下時可移到室內有陽光處避寒。種植時相對濕度40-60%的為佳，平時待泥土開始乾燥時才澆一些水，每隔一個月左右就要澆透水一次。澆水時應避開葉片，以免葉片因積水而腐爛，盆底不可積水。冬季休眠期、氣溫低的日子要減少澆水，相反夏季就要略為增加澆水次數，避免在在正午強光下澆水，以免曬傷。